# Partha Dasgupta
Sir Partha Sarathi Dasgupta (Dacca, 17 novembre 1942) è un economista indiano.

## Biografia
Docente all'università di Cambridge dal 1985 al 1989 e all'Università di Stanford dal 1989 al 1992, esaminò i rapporti tra economia statale, giustizia e risorse energetiche. Nel 2021 redige per il Ministero del Tesoro britannico il rapporto indipendente The Economics of Biodiversity: The Dasgupta Review, nel quale quantifica economicamente il valore della biodiversità.
Tra le sue opere, scritte da sé o in collaborazione con altri, abbiamo Teoria economica e risorse esauribili (1979), Una ricerca su benessere e destituzione (1993), Benessere umano ed ambienti naturali (2001), Economia: una brevissima introduzione (2007), ecc.

## Premi
- 2015: Premio Blue Planet[4]